# Amerykańskie teledyski
Amerykańskie teledyski – singel polskiej supergrupy OIO, w skład której weszli Young Igi, Otsochodzi i Oki. Utwór promuje debiutancki album studyjny OIO, zatytułowany OIO. Singel został wydany 4 maja 2021. Utwór napisali i skomponowali Igor Ośmiałowski, Jakub Salepa, Miłosz Stępień i Oskar Kamiński, a za produkcję utworu odpowiadał Kubi Producent.
Nagranie otrzymało w Polsce status poczwórnie platynowego singla.

## Geneza utworu i historia wydania
Piosenka została napisana i skomponowana przez Igora Ośmiałowskiego, Jakuba Salepę, Miłosza Stępienia i Oskara Kamińskiego, a za produkcję utworu odpowiadał Kubi Producent.
Singel ukazał się w formacie digital download 4 maja 2021 w Polsce za pośrednictwem wytwórni płytowej 2020. Piosenka została umieszczona na debiutanckim albumie studyjnym OIO – OIO.

## Lista utworów
- Digital download[3]

1. „Amerykańskie teledyski” – 3:16

## Certyfikaty
| Kraj          | Certyfikat         |
| ------------- | ------------------ |
| Polska (ZPAV) | 4× platynowa płyta |